# کلوا (هاوایی)
کلوا (به انگلیسی: Kalawao) یک منطقهٔ مسکونی در ایالات متحده آمریکا است که در شهرستان کالاوائو، هاوایی واقع شده‌است. کلوا ۹ نفر جمعیت دارد و ۲۰٫۱۲ متر بالاتر از سطح دریا واقع شده‌است.